# La Villa Lorraine
Pour les articles homonymes, voir Lorraine (homonymie).
Ne doit pas être confondu avec La Villa in the sky ou La Villa Emily.
La Villa Lorraine est un restaurant situé dans l'extrême sud de la capitale belge, Bruxelles, avenue du Vivier d'Oie, à l'orée du bois de la Cambre.

## Historique
La Villa Lorraine était en 1972 le premier restaurant, non localisé en France, à recevoir trois étoiles au guide Michelin. Le chef actuel est Yves Mattagne. En novembre 2023, ce restaurant est considéré comme le cinquième meilleur situé en Belgique.

### Étoiles Michelin
- 1939-1960
- 1960-1972
- 1972-1985
- 1985-1997
- 1997-2006
- 2006-2014 0
- 2014-2022
- 2022[5] - 2025[6]
- 2025[6] - en cours

### Gault et Millau
- 16,5/20